# Велосипедна шина

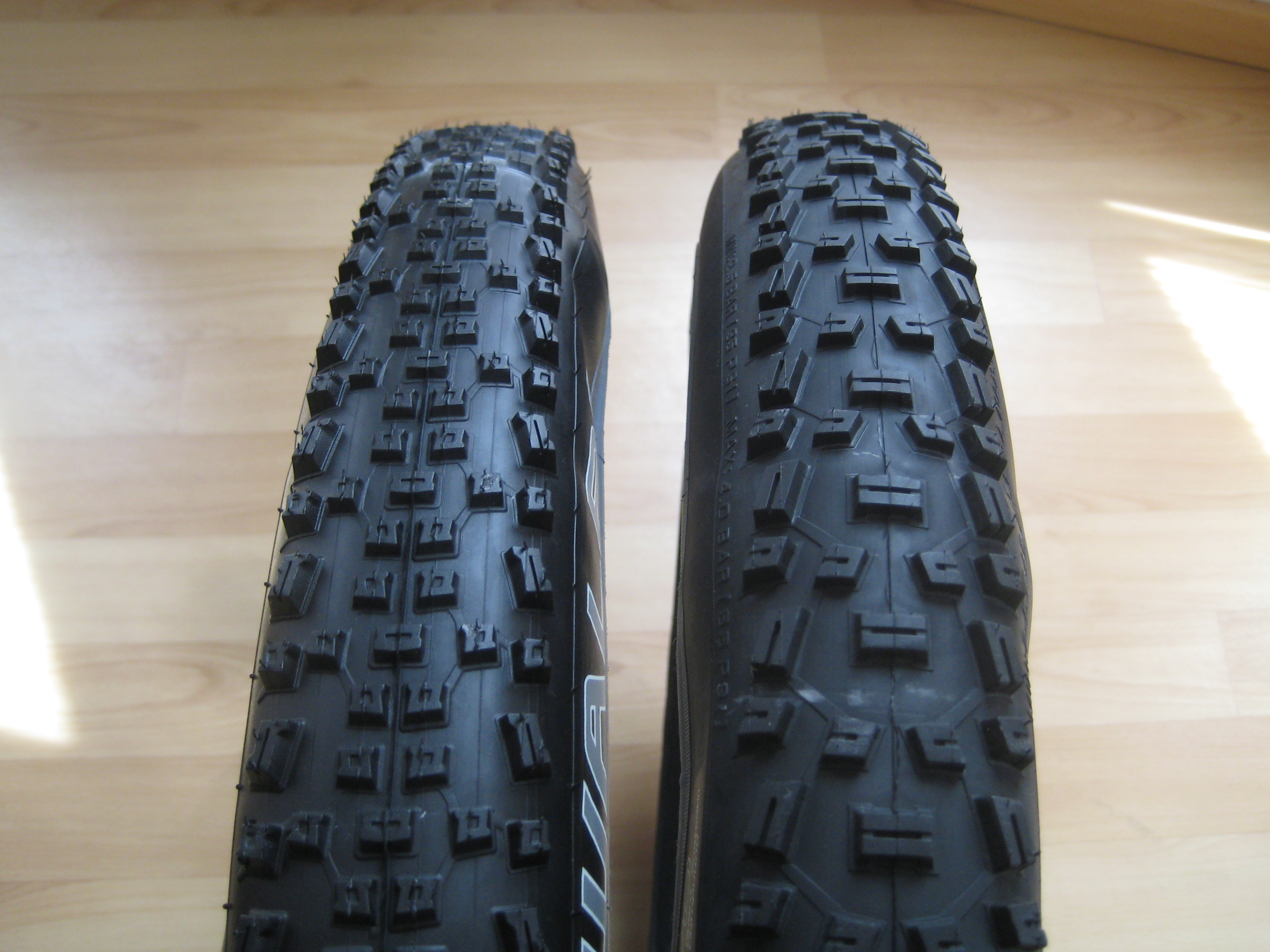
Покришки Schwalbe для ґрунтів та бездоріжжя

1,3 — обід колеса, 2 — захисне кільце між камерою та ободом, 4 — бортове кільце, 5 — камера, 6 — каркас, 7 — протектор

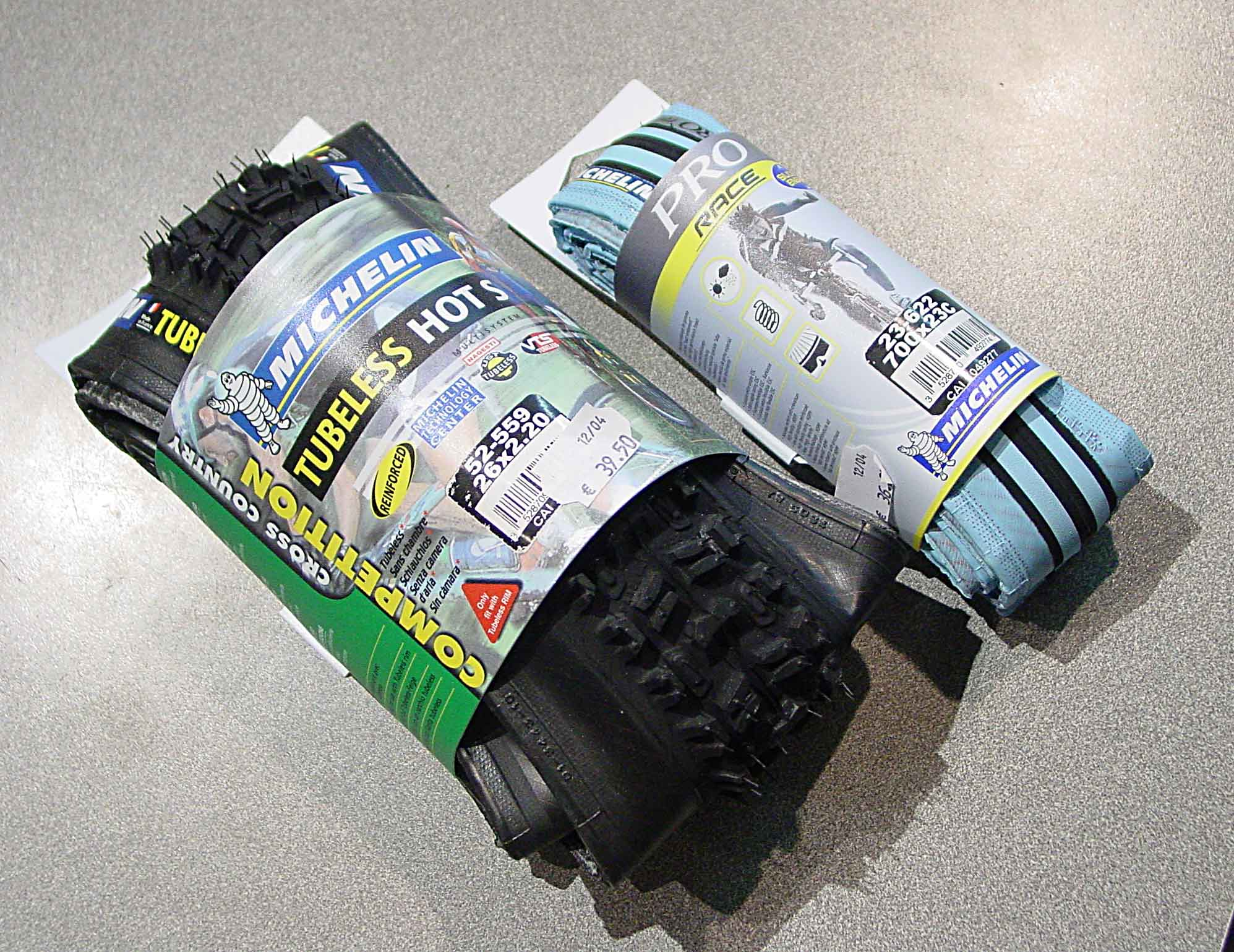
Згорнуті для транспортування «фолдінгові» покришки

Велосипедна шина — пружна гумова оболонка з металевим або полімерним кордом, встановлена на обід колеса. Забезпечує безпосередній контакт транспортного засобу з дорожнім полотном та поглинання вібрацій, викликаних нерівностями дорожнього покриття. Зазвичай накачується повітрям, що дозволяє регулювати пружність шини та розмір плями контакту.

## Конструктивні елементи
Основні складові частини покришки:
- Протектор — зовнішня гумова частина покришки, що забезпечує зчеплення з дорогою і оберігає каркас від пошкоджень.
- Каркас — силова частина покришки, що складається з одного або декількох шарів корду (як правило, нейлонового), закріплених на бортових кільцях. Щільність плетіння корду позначається числом ниток на дюйм (TPI).
- Боковина — частина покришки між плечовою зоною і бортом. У велосипедних шинах використовуються боковини двох типів:
  - Gumwall — корд з малою щільністю плетіння, покритий товстим шаром гуми.
  - Skinwall — корд з великою щільністю плетіння, покритий дуже тонким декоративним шаром гуми.
- Бортове кільце (також «бортирувальний трос») — дротові або більш легкі кевларові кільця, що є основою борту покришки. Покришки з кевларовими кільцями називаються «фолдінговими» і можуть бути компактно згорнуті для зручності перевезення.

Покришки розрізняються розмірами, характером і малюнком протектора. Розмір визначається двома числами, що позначають зовнішній і поперечний діаметр накачаної покришки. Існує кілька стандартів позначення розмірів покришок. Розмір покришки, а також рекомендований тиск завжди написано на боковині. Також, якщо покришка з направленим протектором, напрямок встановлення вказано додатково.[джерело?]

## Розмір

### Діаметр

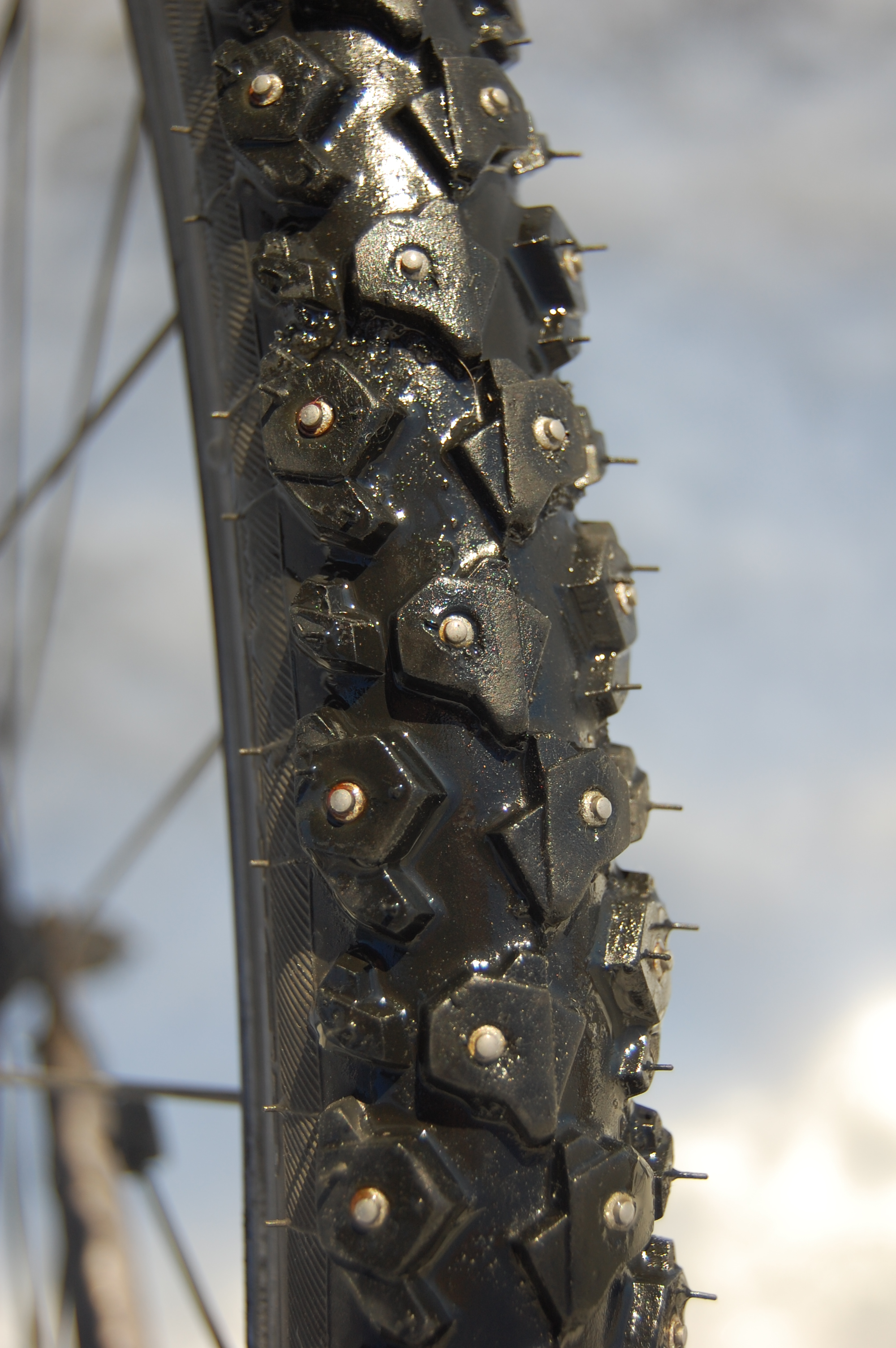
Шипована покришка для зимової їзди

Існує декілька систем позначення розмірів ободів, покришок та камер. Популярною є міжнародний стандарт ISO ETRTO (European Tyre and Rim Technical Organization — Європейська технічна організація з ободів і покришок). Розміри коліс в дюймах:
- 12, 14, 16, 18" — дитячі велосипеди або біговели.
- 20" — велосипеди BMX, розкладні і дитячі велосипеди.
- 24" — підліткові велосипеди.
- 26" — гірські велосипеди, крос-кантрі, міські та прогулянкові велосипеди.
- 27.5" — гірські велосипеди, крос-кантрі.
- 28" — шосейні, гібридні і дорожні велосипеди.
- 29" — сучасні гірські велосипеди. Велосипеди з таким діаметром називаються  найнерами.
- 32 — новий, малопоширений стандарт розмірності коліс гірських велосипедів.[2]
- 36 — новий, малопоширений стандарт розмірності коліс гірських велосипедів.[3]
- 39 — новий, малопоширений стандарт розмірності коліс гірських велосипедів.[4]

### Ширина
Для рівних покриттів, як правило, використовують покришки шириною 1,75—2 дюйми, для бездоріжжя — більше 2-х дюймів. Для шосейних велосипедів застосовуються вузькі шини (18-32 мм) високого тиску — близько 8 атм. Зі збільшенням ширини покришки робочий тиск знижується.
Зі збільшенням тиску зменшується опір на твердому покритті за рахунок кращого накату та зменшення площі контакту з дорогою. Зменшення тиску дозволяє більш комфортно пересуватись по шорсткій дорозі — за рахунок кращого поглинання вібрацій, та по пливучих ґрунтах (пісок, болото) — за рахунок збільшення плями контакту. Це обумовлює вибір ширини шини: широкої для шорстких доріг та пливучих ґрунтів, яка дозволяє отримати значну площу контакту з дорогою при достатньому запасі проминання шини; та вузької для твердих нешорстких доріг, яка дозволяє отримати достатній запас проминання шини при малому розмірі плями контакту.

### Протектор
Малюнок протектора, як і ширина покришки, вибирається залежно від типу дорожнього покриття, по якому передбачається їздити. Для їзди по дорогах з твердим покриттям вибирають вузькі покришки без яскраво вираженого малюнка протектора на всій шині — «сліки», або лише в середній поздовжній частині кола плями контакту — «напівсліки», на них ґрунтозачепи розташовані тільки по краях покришки, так що при їзді по рівному жорсткому покриттю вони не торкаються дороги. Для їзди по м'якому ґрунту використовують більш широкі покришки з великими ґрунтозачепами — «зубасті» шини. Звичайно чим сильніше виражений протектор і ширша шина, тим краще зчеплення колеса з покриттям, але тим вищий опір коченню.
Для пересування взимку випускаються шиповані покришки.
Жорсткість протектора велосипедної покришки вимірюється спеціальними одиницями, які ввів Альберт Шор. Шкала отримала назву твердості по Шору:
- 40-45a, м'яка, чіпка гума. Використовується на DH велосипедах. Легко проколюється;
- 50-60a, гума середньої м'якості. Використовується в гірських велосипедах;
- 60-70a, щільна гума, використовується в крос-кантрі. Стійка до проколів, але не чіпка.

### Захист від проколів

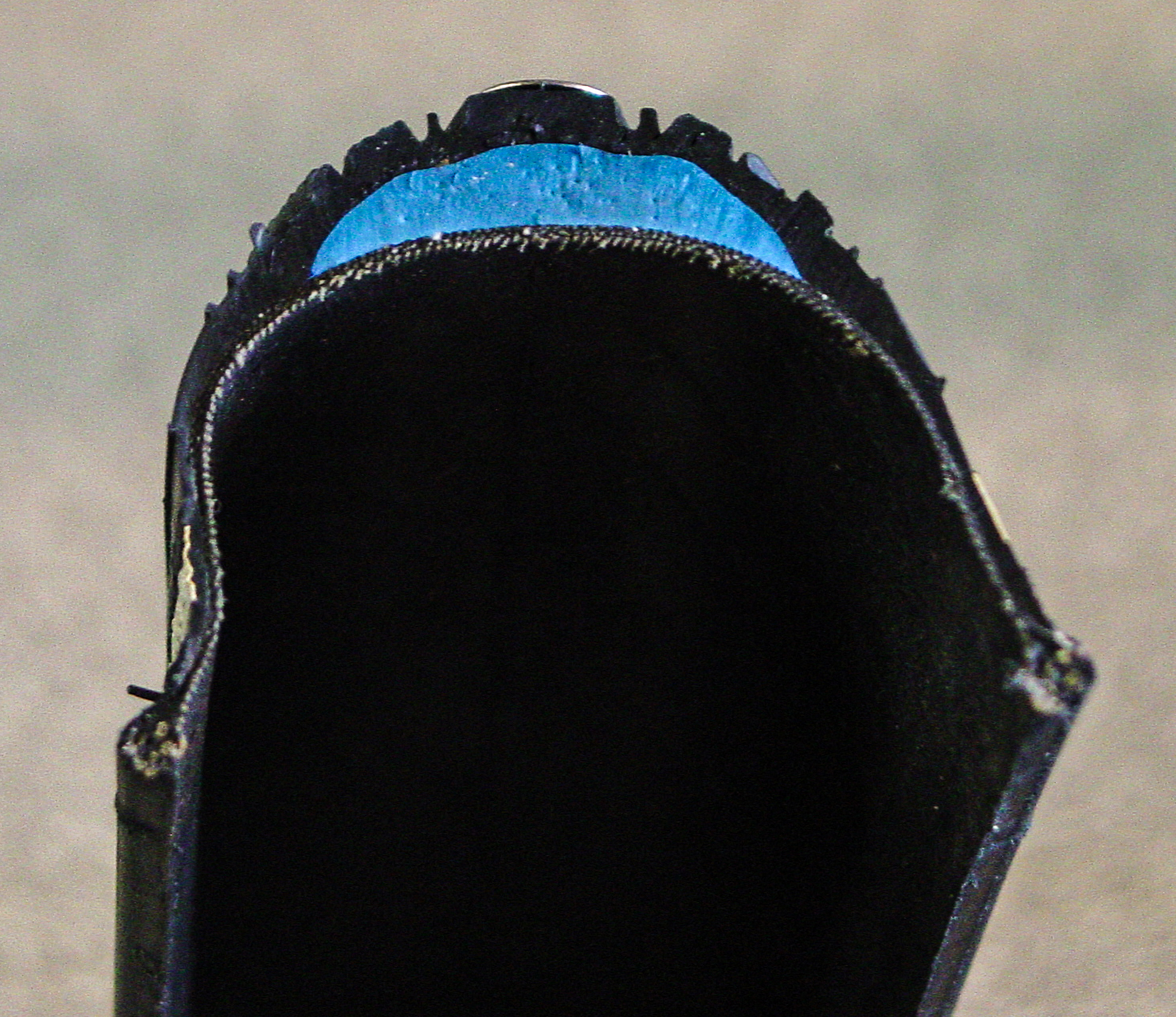
Захист від проколів

Виробники пропонують широкий спектр велосипедних шин із захистом від проколів у вигляді інтегрованого пояса з високоеластичного спеціального каучуку або кевлару, який захищає камеру в області протектора. Додатковий захист збільшує вагу шини.
Шини гірського велосипеда бувають безкамерними — повітря в них утримується самою покришкою, яка герметично притискається до обода. Ніпель при цьому вкручується в обід колеса. Притиснення покришки здійснюється тиском повітря, тому монтаж безкамерної шини здійснюється різким збільшенням тиску в шині. У разі проколу безкамерної покришки отвір може бути автоматично заклеєний спеціальним герметиком, в'язкою рідиною, попередньо залитою всередину покришки. При відсутності герметика єдиний спосіб ремонту на місці — вивернути ніпель з обода і змонтувати шину як звичайну, скориставшись запасний камерою. Безкамерні покришки потребують спеціальний обід, герметик, стрічку та безкамерний клапан.
Також існують шини без повітря та камери взагалі, як гумові моделі для дитячих велосипедів, так і для дорослого ком'ютінгу та шосейних тренувань.

## Інші види шин
На шосейних велосипедах можуть встановлюватися «велотрубки» («трубки»), в яких камера і покришка являють собою єдине ціле. Завдяки цьому велотрубки дещо легші класичних шин, але їх неможливо (або дуже важко) відремонтувати при проколі і незручно монтувати в польових умовах (такі трубки приклеюються до обода).
У дитячих велосипедів зустрічаються суцільнолиті (непневматичні) шини, в яких пружність досягається за рахунок використання відповідних сортів гуми.